# Władysław Tuwan
Władysław Stefan Tuwan (ur. 31 sierpnia 1875 w Suchedniowie, zm. 2 grudnia 1938 w Żyrardowie) – polski polityk, inżynier, pierwszy prezydent Zawiercia.

## Biografia
Syn Aleksandra i Wandy, w 1909 roku ożenił się z Haliną Wątróbską. Był czynownikiem. Pracował w TAZ. W 1917 roku uczestniczył w Nadzwyczajnym Zjeździe Techników Polskich w Warszawie. Wybrany w 1919 roku na prezydenta Zawiercia, w trakcie swojej kadencji lobbował zawierciański przemysł. Urząd piastował do 1922 roku, następnie pracował jako urzędnik.